# Hans Werner Loew
Hans Werner Loew (* 2. April 1942 in Berlin) ist ein deutscher Politiker (SPD).
Loew machte im Jahr 1961 das Abitur in Starnberg und studierte Rechtswissenschaften in München, Berlin und ab 1965 in Würzburg. Er erreichte 1968 das Erste juristische Staatsexamen, war danach Referendardienst und wissenschaftliche Hilfskraft an der Universität Würzburg, ehe er im Herbst 1972 die Zweite juristische Staatsexamen erreichte. Anschließend war er bis Herbst 1974 Angehöriger der Bayerischen Finanzverwaltung im Oberregierungsrat und in den Jahren 1966 bis 1968 Mitglied und Vorsitzender des SHB Würzburg.
Im Jahr 1969 trat Loew in die SPD ein. Er war zunächst Vorsitzender der Jungsozialisten im Kreisverband Würzburg, danach stellvertretender Vorsitzender und von 1975 bis 1990 Vorsitzender des SPD-Kreisverbands Würzburg. In den Jahren 1972 bis 1978 war er Mitglied im Bezirksvorstand Franken und von 1978 bis 1984 Mitglied im Landesvorstand Bayern. Ab 1990 war er Mitglied im Würzburger Stadtrat, wo er Vorsitzender der SPD-Fraktion war. Von 1974 bis 1998 saß er im Bayerischen Landtag.
Im Mai 2012 erhielt Loew aus den Händen von SPD-Landtagsfraktionschef Markus Rinderspacher die Georg-von-Vollmar-Medaille, die höchste Auszeichnung der BayernSPD.